# Frabosa Sottana
Frabosa Sottana är en ort och kommun i provinsen Cuneo i regionen Piemonte i Italien. Kommunen hade 1 530 invånare (2018).